# جام باشگاه‌های آسیا ۹۱–۱۹۹۰
جام باشگاه‌های آسیا ۹۱–۱۹۹۰ دهمین دوره مسابقات باشگاهی قهرمانی آسیا و ششمين دؤره تحت عنوان جام باشگاه های آسیا توسط کنفدراسیون فوتبال آسیا و تورنومنت با ۲۱ تیم برگزار شد.

عکس بازیکنان استقلال با جام مسابقات جام باشگاه‌های آسیا

تیم استقلال ایران با غلبه بر تیم لیائونینگ چین در فینال مسابقات برای دومین بار قهرمان این دوره از رقابت‌ها شد و به مسابقات جام باشگاهی آفریقا–آسیا ١٩٩۱ راه یافت.
همچنین تیم استقلال ایران بدون باخت قهرمان این دوره از مسابقات شد.
مرحله انتخابی این مسابقات شامل ۲۱ تیم بود که باید در مسابقات شرکت می‌کردند. اما به دلیل کناره‌گیری تیم‌های البحرین بحرین، العربی کویت، النصر عربستان و الشارجه امارات به دلیل مسائل مرتبط با جنگ خلیج فارس مسابقات با ۱۷ تیم برگزار شد بعد از انجام مرحله انتخابی، ۸ تیم راه‌یافته به یک چهارم نهایی، در دو گروه دسته‌بندی شدند. تیم الرشید عراق در مرحله یک چهارم نهایی به دلیل جنگ خلیج فارس و حمله عراق به کویت انصراف داد. ابتدا قرار بود تیم دوم گروه ۱ مرحله انتخابی یعنی باشگاه ورزشی الرمثا اردن جایگزین این تیم شود که به دلیل عدم دریافت مجوز حرفه ای و مشکلات مالی از سوی AFC کنار گذاشته شد. جام باشگاه‌ها ابتدا در هر گروه به میزبانی یک شهر و از مرحله نیمه‌نهایی و رده‌بندی و فینال به میزبانی شهر داکا انجام شد. 
در این دوره عبدالصمد مرفاوی از استقلال با ۶ گل زده آقای گل مسابقات شد و احمدرضا عابدزاده از استقلال جایزه بهترین دروازه‌بان تورنومنت را کسب کرد. همچنین مجید نامجو مطلق از استقلال جایزه تکنیکی‌ترین بازیکن جوان (بهترین بازیکن جوان) رقابت‌ها را کسب کرده و مرتضی شاملوراد از استقلال به‌عنوان مرد سال آسیا در ۱۹۰۰ شناخته شد.

## تیم‌های حاضر در مسابقات
| تیم               | روش حضور                                | حضور (آخرین) |
| ----------------- | --------------------------------------- | ------------ |
| الرمثا            | قهرمان جام سپر جردن ۱۹۸۹                | ۱            |
| الیرموک           | قهرمان لیگ یمن ۱۹۸۹                     | ۱            |
| استقلال           | قهرمان جام قدس ۹۰–۱۹۸۹                  | ۳ (۱۹۷۱)     |
| السد              | قهرمان لیگ ستارگان قطر ۸۹–۱۹۸۸          | ۳ (۹۰–۱۹۸۹)  |
| النصر             | قهرمان لیگ عمان ۸۹–۱۹۸۸                 | ۱            |
| پیا               | قهرمان لیگ ملی فوتبال پاکستان ۱۹۸۹      | ۲ (۸۶–۱۹۸۵)  |
| رانیپوخاری        | قهرمان لیگ دسته الف یادواره شهدا ۱۹۸۹   | ۱            |
| محمدان            | قهرمان لیگ داکا ۱۹۸۹                    | ۴ (۹۰–۱۹۸۹)  |
| سالگائوکار        | قهرمان جام فدراسیون ۱۹۸۹                | ۲ (۹۰–۱۹۸۹)  |
| لاگونز            | قهرمان مسابقات قهرمانی کشور مالدیو ۱۹۸۹ | ۱            |
| پلیتاجایا         | قهرمان گالاتاما ۹۰-۱۹۸۹                 | ۲ (۹۰–۱۹۸۹)  |
| بانک بانکوک       | قهرمان جام سلطنتی کور ۱۹۸۹              | ۶ (۱۹۸۷)     |
| گیلانگ اینترنشنال | قهرمان لیگ برتر سنگاپور ۱۹۸۹            | ۳ (۹۰–۱۹۸۹)  |
| ۲۵ آوریل          | قهرمان لیگ فوتبال کره شمالی ۱۹۸۹        | ۵ (۸۹–۱۹۸۸)  |
| لیائونینگ         | قهرمان لیگ ملی چین ۱۹۸۹                 | ۴ (۹۰–۱۹۸۹)  |
| نیسان             | قهرمان لیگ فوتبال ژاپن ۹۰–۱۹۸۹          | ۲ (۹۰–۱۹۸۹)  |
| الرشید            | نایب قهرمان لیگ ملی عراق ۹۰–۱۹۸۹        | ۵ (۹۰–۱۹۸۹)  |
| النصر             | قهرمان لیگ حرفه ای عربستان ۸۹–۱۹۸۸      | –            |
| العربی            | قهرمان لیگ برتر کویت ۸۹–۱۹۸۸            | –            |
| البحرین           | قهرمان لیگ برتر بحرین ۸۹–۱۹۸۸           | –            |
| شارجه             | قهرمان لیگ فوتبال امارات ۸۹–۱۹۸۸        | –            |

- تیم الرشید عراق اول در مسابقات شرکت کرد ولی بعد انصراف داد.
- تیم‌های العربی کویت و النصر عربستان و البحرین بحرین و شارجه امارات به دلیل جنگ خلیج فارس از مسابقات انصراف دادند.

## مرحله انتخابی

### گروه ۱
| تیم     | بازی | برد | مساوی | باخت | زده | خورده | تفاضل | امتیاز |
| ------- | ---- | --- | ----- | ---- | --- | ----- | ----- | ------ |
| الرشید  | ۲    | ۲   | ۰     | ۰    | ۳   | ۱     | ۲+    | ۴      |
| الرمثا  | ۲    | ۱   | ۰     | ۱    | ۴   | ۳     | ۱+    | ۲      |
| الیرموک | ۲    | ۰   | ۰     | ۲    | ۱   | ۴     | ۳-    | ۰      |

میزبان: بغداد، عراق
| الرشید | ۱–۰ | الیرموک |
| ------ | --- | ------- |
|        |     |         |

| الرمثا | ۳–۱ | الیرموک |
| ------ | --- | ------- |
|        |     |         |

| الرشید | ۲–۱ | الرمثا |
| ------ | --- | ------ |
|        |     |        |

### گروه ۲
| تیم     | بازی | برد | مساوی | باخت | زده | خورده | تفاضل | امتیاز |
| ------- | ---- | --- | ----- | ---- | --- | ----- | ----- | ------ |
| استقلال | ۲    | ۱   | ۱     | ۰    | ۲   | ۱     | ۱+    | ۳      |
| السد    | ۲    | ۰   | ۱     | ۱    | ۱   | ۲     | ۱-    | ۱      |

میزبان: دوحه، قطر و تهران، ایران
| السد | ۱–۱ | استقلال   |
| ---- | --- | --------- |
|      |     | مرفاوی ۳' |

| استقلال    | ۱–۰ | السد |
| ---------- | --- | ---- |
| مرفاوی ۸۵' |     |      |

میزبانی گروه دوم در دو بازی رفت و برگشت به عهده تیم‌های برگزارکننده بازی، استقلال از ایران و السد از قطر بود. استقلال در مجموع دو بازی رفت و برگشت توانست با نتیجه ۲–۱ السد را شکست دهد.

### گروه ۳
بعد از حمله نظامی عراق به کویت و عربستان و شروع جنگ اول خلیج فارس، کشورهای عربی با عراق دچار اختلافات شدید سیاسی شدند. نمایندگان تیم‌های حاضر در گروه ۳ شامل البحرین بحرین، العربی کویت، النصر عربستان، الشارجه امارات از کنفدراسیون فوتبال آسیا خواستار اخراج نماینده عراق یعنی الرشید عراق از لیگ قهرمانان آسیا شدند. AFC به این درخواست تن نمی‌دهد و به آلوده شدن ورزش با سیاست حساسیت نشان می‌دهد، نمایندگان این کشورها تهدید به کناره‌گیری می‌کنند و سرانجام هم وقتی با عدم همراهی AFC روبرو می‌شوند و از لیگ قهرمانان آسیا کناره‌گیری می‌کنند .، الرشید عراق با دو پیروزی از مرحله انتخابی صعود کرد ولی در مرحله گروهی شرکت نمی‌کند.
به دلایل مشکلات سیاسی عراق و درگیری این کشور با جنگ خلیج فارس، در ۱۹۹۰ میلادی مدتی پس از کناره‌گیری الرشید، این باشگاه بزرگ و قدیمی که در کارنامه خود یک بار حضور در فینال آسیا و نایب قهرمانی را دارد برای همیشه منحل می‌شود.
| تیم     | بازی | برد | تساوی | باخت | زده | خورده | تفاضل | امتیاز |
| ------- | ---- | --- | ----- | ---- | --- | ----- | ----- | ------ |
| النصر   | -    | -   | -     | -    | -   | -     | -     | -      |
| العربی  | -    | -   | -     | -    | -   | -     | -     | -      |
| البحرین | -    | -   | -     | -    | -   | -     | -     | -      |
| شارجه   | -    | -   | -     | -    | -   | -     | -     | -      |

### گروه ۴
| تیم        | بازی | برد | مساوی | باخت | زده | خورده | تفاضل | امتیاز |
| ---------- | ---- | --- | ----- | ---- | --- | ----- | ----- | ------ |
| النصر      | ۲    | ۱   | ۱     | ۰    | ۲   | ۰     | ۲+    | ۳      |
| پیا        | ۲    | ۱   | ۱     | ۰    | ۱   | ۰     | ۱+    | ۳      |
| رانیپوخاری | ۲    | ۰   | ۰     | ۲    | ۰   | ۳     | ۳-    | ۰      |

میزبان: کویت
| پیا | ۱–۰ | رانیپوخاری |
| --- | --- | ---------- |
|     |     |            |

| النصر | ۲–۰ | رانیپوخاری |
| ----- | --- | ---------- |
|       |     |            |

| پیا | ۰–۰ | النصر |
| --- | --- | ----- |
|     |     |       |

### گروه ۵
| تیم        | بازی | برد | مساوی | باخت | زده | خورده | تفاضل | امتیاز |
| ---------- | ---- | --- | ----- | ---- | --- | ----- | ----- | ------ |
| محمدان     | ۲    | ۲   | ۰     | ۰    | ۷   | ۱     | ۶+    | ۴      |
| سالگائوکار | ۲    | ۱   | ۰     | ۱    | ۴   | ۳     | ۱+    | ۲      |
| لاگونز     | ۲    | ۰   | ۰     | ۲    | ۱   | ۸     | ۷-    | ۰      |

میزبان: داکا، بنگلادش
| سالگائوکار | ۳–۱ | لاگونز |
| ---------- | --- | ------ |
|            |     |        |

| محمدان | ۵–۰ | لاگونز |
| ------ | --- | ------ |
|        |     |        |

| محمدان | ۲–۱ | سالگائوکار |
| ------ | --- | ---------- |
|        |     |            |

### گروه ۶
| تیم               | بازی | برد | مساوی | باخت | زده | خورده | تفاضل | امتیاز |
| ----------------- | ---- | --- | ----- | ---- | --- | ----- | ----- | ------ |
| پلیتاجایا         | ۲    | ۱   | ۱     | ۰    | ۲   | ۱     | ۱+    | ۳      |
| بانک بانکوک       | ۲    | ۱   | ۰     | ۱    | ۳   | ۳     | ۰     | ۲      |
| گیلانگ اینترنشنال | ۲    | ۰   | ۱     | ۱    | ۱   | ۲     | ۱-    | ۱      |

میزبان: سنگاپور
- همزمان با مسابقات قهرمانی فدراسیون فوتبال جنوب شرق آسیا برگزار شد.

| پلیتاجایا | ۲–۱ | بانک بانکوک |
| --------- | --- | ----------- |
|           |     |             |

| گیلانگ اینترنشنال | ۰–۰ | پلیتاجایا |
| ----------------- | --- | --------- |
|                   |     |           |

| گیلانگ اینترنشنال | ۱–۲ | بانک بانکوک |
| ----------------- | --- | ----------- |
|                   |     |             |

### گروه ۷
| تیم       | بازی | برد | مساوی | باخت | زده | خورده | تفاضل | امتیاز |
| --------- | ---- | --- | ----- | ---- | --- | ----- | ----- | ------ |
| ۲۵ آوریل  | ۲    | ۲   | ۰     | ۰    | ۲   | ۰     | ۲+    | ۴      |
| لیائونینگ | ۲    | ۱   | ۰     | ۱    | ۳   | ۳     | ۰     | ۲      |
| نیسان     | ۲    | ۰   | ۰     | ۲    | ۲   | ۴     | ۲-    | ۰      |

میزبان: توکیو، ژاپن
| ۲۵ آوریل | ۱–۰ | نیسان |
| -------- | --- | ----- |
|          |     |       |

| لیائونینگ | ۳–۲ | نیسان |
| --------- | --- | ----- |
|           |     |       |

| ۲۵ آوریل | ۱–۰ | لیائونینگ |
| -------- | --- | --------- |
|          |     |           |

## مرحله گروهی

### گروه A
تیم الرشید عراق پس از صعود از گروه خود در مرحله مقدماتی در گروه A مرحله گروهی جای گرفته بود پس از افزایش تنش‌ها و درگیری‌های بیشتر عراق بعثی در جنگ اول خلیج فارس از ادامه مسابقات انصراف داد. تیم الرمثا اردن جایگزین تیم الرشید عراق شد که به علت عدم دریافت مجوز حرفه ای (Professional Licence) در مرحله گروهی مسابقات رد صلاحیت شد.
| تیم       | بازی         | برد          | مساوی        | باخت         | زده          | خورده        | تفاضل        | امتیاز       |              |
| --------- | ------------ | ------------ | ------------ | ------------ | ------------ | ------------ | ------------ | ------------ | ------------ |
| لیائونینگ | ۲            | ۱            | ۱            | ۰            | ۲            | ۱            | ۱+           | ۳            |              |
| پلیتاجایا | ۲            | ۱            | ۰            | ۱            | ۳            | ۱            | ۲+           | ۲            |              |
| النصر     | ۲            | ۰            | ۱            | ۱            | ۱            | ۴            | ۳-           | ۰            |              |
| الرمثا    | رد صلاحیت شد | رد صلاحیت شد | رد صلاحیت شد | رد صلاحیت شد | رد صلاحیت شد | رد صلاحیت شد | رد صلاحیت شد | رد صلاحیت شد | رد صلاحیت شد |

| پلیتاجایا | ۳–۰ | النصر |
| --------- | --- | ----- |
|           |     |       |

| النصر | ۱–۱ | لیائونینگ |
| ----- | --- | --------- |
|       |     |           |

| لیائونینگ | ۱–۰ | پلیتاجایا |
| --------- | --- | --------- |
|           |     |           |

### گروه B
| تیم         | بازی | برد | مساوی | باخت | زده | خورده | تفاضل | امتیاز |
| ----------- | ---- | --- | ----- | ---- | --- | ----- | ----- | ------ |
| استقلال     | ۳    | ۲   | ۱     | ۰    | ۵   | ۲     | ۳+    | ۵      |
| ۲۵ آوریل    | ۳    | ۱   | ۱     | ۱    | ۵   | ۵     | ۰     | ۳      |
| محمدان      | ۳    | ۰   | ۳     | ۰    | ۲   | ۲     | ۰     | ۳      |
| بانک بانکوک | ۳    | ۰   | ۱     | ۲    | ۴   | ۷     | ۳-    | ۰      |

| محمدان | ۱–۱ | بانک بانکوک |
| ------ | --- | ----------- |
|        |     |             |

| استقلال                | ۲–۱ | ۲۵ آوریل |
| ---------------------- | --- | -------- |
| سرخاب ۳۳' · مرفاوی ۳۶' |     |          |

| استقلال       | ۲–۰ | بانک بانکوک |
| ------------- | --- | ----------- |
| مرفاوی ۳' ۳۹' |     |             |

| محمدان | ۰–۰ | ۲۵ آوریل |
| ------ | --- | -------- |
|        |     |          |

| ۲۵ آوریل | ۴–۳ | بانک بانکوک |
| -------- | --- | ----------- |
|          |     |             |

| محمدان | ۱–۱ | استقلال    |
| ------ | --- | ---------- |
|        |     | نعلچگر ۳۳' |

## نیمه نهایی
| استقلال               | ۲–۰ | پلیتاجایا |
| --------------------- | --- | --------- |
| سرخاب ۲۱' · بیانی ۲۵' |     |           |

| لیائونینگ | ۳–۰ | بیست و پنج آوریل |
| --------- | --- | ---------------- |
|           |     |                  |

## رده‌بندی
| پلیتاجایا    | ۲–۲ (و.ا.) | ۲۵ آوریل |
| ------------ | ---------- | -------- |
|              |            |          |
| ضربات پنالتی |            |          |
|              | ۶–۷        |          |

## فینال
| استقلال                  | ۲–۱   | لیائونینگ  |
| ------------------------ | ----- | ---------- |
| حسن‌زاده ۲۲' · مرفاوی ۷۵' | گزارش | ژو هوی ۵۰' |

## قهرمان
| قهرمان جام باشگاه‌های آسیا ۹۱–۱۹۹۰ |
| --------------------------------- |
| استقلال                           |
| دومین قهرمانی                     |